# Антон Фугер фон Кирхберг
Антон Фугер фон Кирхберг-Вайсенхорн (на немски: Anton Fugger v.Kirchberg u.zu Weissenhorn; * 1 април 1563; † 24 юли 1616) от фамилията Фугер от линията „Лилията“ (фон дер Лилие) от Аугсбург, е фрайхер на Фугер, господар на Оберндорф, Нидералфинген, Дутенщайн и Вайсенхорн.
Той е вторият син (6-о дете от 13 деца) на фрайхер Маркус Фугер (1529 – 1597), банкер, търговец и хуманист, и съпругата му графиня Сибила фон Еберщайн (1531 – 1589), дъщеря на Вилхелм IV фон Еберщайн (1497 – 1562), президент на имперския камерен съд, и графиня Йохана фон Ханау-Лихтенберг (1507 – 1572), дъщеря на граф Филип III фон Ханау-Лихтенберг и на маркграфиня Сибила фон Баден. Внук е на банкера фрайхер Антон Фуггер (1493 – 1560).
По-малък брат е на Георг фон Кирхберг-Вайсенхорн (1560 – 1634), господар на Нордендорф и Вьорт, имперски съветник, президент на тайния съвет и имперски представител в Република Сан Марко. 
Антон Фугер фон Кирхберг-Вайсенхорн служи като конник на баварския херцог, Той става баварски администратор у съветник в Райн ам Лех. През 1597 – 1598 г. той е в Испания.
Антон Фугер фон Кирхберг-Вайсенхорн умира на 53 години на 24 юли 1616 г. и е погребан в църквата „Св. Улрих“ в Аугсбург. Децата му имат титлата граф. Фамилният клон измира по мъжка линия през 1671 г.

## Фамилия
Антон Фугер фон Кирхберг-Вайсенхорн се жени на 25 февруари 1591 г. за Барбара фон Монфор (* 6 март 1554; † 26 септември 1599, погребана в „Св. Улрих“ в Аугсбург), дъщеря на граф Улрих VI фон Монфор-Ротенфелс († 1574) и графиня Урсула фон Золмс-Лих (1528 – 1606). Бракът е бездетен.
Антон Фугер фон Кирхберг-Вайсенхорн се жени втори път на 18 октомври 1602 г. за първата си братовчедка Мария Елизабета Фугер фон Кирхберг-Вайсенхорн (* 24 април 1584; † 24 юли 1636), дъщеря на Октавиан Секундус Фугер (1549 - 1600) и Мария Якобея Фугер фон Кирхберг-Вайсенхорн (1562 – 1588), дъщеря на фрайхер Ханс Фугер фон Кирхберг-Вайсенхорн († 1598) и Елизабет Нотхафт († 1582). Те имат осем деца:
- Мария Елизабет Фугер фон Кирхберг-Вайсенхорн (* 11 септември 1605; † 15 септември 1628, Валерщайн), омъжена на 7 ноември 1622 г. в Аугсбург за граф Йохан Албрехт фон Йотинген-Шпилберг (* 1591; † 18 юни 1632, Ландсберг)
- Мария Магдалена Фугер фон Кирхберг-Вайсенхорн (* 8 август 1606; † 3 януари 1670), омъжена на 7 януари 1624 г. във Валерщайн за граф Ернст II фон Йотинген-Валерщайн (* 15 август 1594; † 3 март 1670, Виена)
- Мария Елеонора Фугер фон Кирхберг-Вайсенхорн (* 23 октомври 1607; † сл. 1626)
- Максимилиан Фугер фон Кирхберг-Вайсенхорн (* 4 декември 1608; † 12 януари 1669, Аугсбург), женен 1635 г. за Мария Франциска фон Тьоринг (* 3 юли 1617; † 10 октомври 1650)
- Антон Якоб Фугер фон Кирхберг-Вайсенхорн (* 12/20 август 1610; † 6 август 1650, Пасау), канон в Аугсбург и Пасау
- Маркус Октавиан Фугер фон Кирхберг-Вайсенхорн (* 20 август 1611; † 8 юни 1634, при Регенсбург)
- Франц Фугер фон Кирхберг-Вайсенхорн (* 10 август 1612; † 1 август 1664, в битка при Ст. Готхард а.д.Рааб)
- Мария Якобея Фугер фон Кирхберг-Вайсенхорн (* 9 февруари 1615; † 1695), омъжена на 15 януари 1640 г. в Мюнхен за 	фрайхер Бернхард Беро фон Рехберг цу Донцдорф (* 17 март 1607, Донцдорф; † 9 юли 1686, Донцдорф)

Вдовицата му Мария Елизабета Фугер фон Кирхберг-Вайсенхорн се омъжва втори път. на 20 април 1625 г. за братовчед си Николаус Фугер фон Оберндорф/Нордендорф (* 24 февруари 1596; † 12 май 1676), син на брат му Георг фон Кирхберг-Вайсенхорн (1560 – 1634), господар на Нордендорф и Вьорт, и баронеса Хелена ди Мадруцо (* ок. 1562).